# Jesús Perera
José Jesús Perera López (Olivenza, Extremadura, España, 12 de abril de 1980) es un exfutbolista español que jugaba como delantero centro.

## Trayectoria
Este jugador extremeño se formó en la cantera del Badajoz, club del que se desvincularía en 1998 para fichar, no sin cierta polémica, por el RCD Mallorca. En el 2001 fue traspasado al Albacete Balompié, con el que alcanzó el pichichi de segunda división en el año 2003, con 22 tantos, dos más que David Villa. Su actuación esa temporada le vale una oportunidad en primera división gracias al RCD Mallorca.
En el mercado de invierno del 2005 fue traspasado al Celta de Vigo de la segunda división, donde consiguió el ascenso. En la temporada 2005/2006 jugó 14 partidos marcando 4 goles; y en la temporada 2006/2007 jugó 17 partidos y solo marcó 1 gol. Tras el descenso del Celta de Vigo esa temporada, en la temporada 2007/2008 Perera jugó en Segunda División durante 34 partidos y anotó 15 goles, y pudo conseguir el tan ansiado ascenso del club celtiña. Al terminar la temporada fichó con la carta de libertad por el Rayo Vallecano de la Segunda División.
Finalmente, la temporada 2009-2010 recae en el Elche CF, dónde juega como cedido, aunque una lesión y la gran actuación de su compañero Jorge Molina lo deja sin tener opciones de jugar durante una gran parte de la temporada, aprovechando los últimos encuentros con varios goles.
Posteriormente, el  Elche CF, adquiere los derechos del jugador hasta que, durante el verano de 2011 ficha por el Club Deportivo Atlético Baleares, que milita en el Grupo 3 de la Segunda División B, dentro de un ambicioso proyecto que busca el ascenso a la categoría de plata del fútbol español. Finalmente, en el mercado de invierno de la temporada 2012/2013, rescindió contrato con su club y fichó por el Gimnàstic de Tarragona.
Para la temporada 2014/15 firma por una campaña con el Mérida AD, club extremeño de Tercera División, con el único objetivo de quedar campeón y ascender a Segunda B. Con este club consigue el campeonato y el trofeo de máximo goleador del Grupo XIV de Tercera División, ascendiendo a Segunda B. En 2016 puso fin a su trayectoria profesional como jugador debido a problemas físicos en sus rodillas.

## Clubes
| Club                   | País   | Año        |
| ---------------------- | ------ | ---------- |
| Badajoz                | España | ¿-1998     |
| Mallorca B             | España | 1998-2001  |
| Albacete               | España | 2001-2003  |
| Mallorca               | España | 2003-2004  |
| Celta de Vigo          | España | 2005-2008  |
| Rayo Vallecano         | España | 2008-2009  |
| Elche                  | España | 2009-2011  |
| Atlético Baleares      | España | 2011-2013  |
| Gimnàstic de Tarragona | España | 2013-2014  |
| Mérida                 | España | 2014- 2016 |

## Palmarés

### Distinciones individuales
| Distinción                           | Año       |
| ------------------------------------ | --------- |
| Pichichi Segunda División            | 2002-2003 |
| Pichichi Tercera División, Grupo XIV | 2014-2015 |

- Datos: Q1378341